# Niewydolność maciczno-łożyskowa
Niewydolność maciczno-łożyskowa – zjawisko zachodzące w czasie ciąży, w organizmie kobiety, polegające na zaburzeniach w procesie dostarczania krwi, tym samym do zaburzenia ilości tlenu dostarczanego do płodu. Najczęściej jest to efekt schorzeń ciężarnej takich jak: cukrzyca, nadciśnienie, choroby nerek czy stan przedrzucawkowy, rzadziej spowodowana jest aberracjami chromosomowymi u płodu.

## Objawy niewydolności łożyska[2]
- Obniżenie napięcia mięśnia macicy
- Zmniejszenie ilości ruchów płodu
- Opóźnienie rozwoju płodu
- Zmniejszenie rozmiaru brzucha
- Krwawienie z pochwy

## Diagnostyka niewydolności maciczno-łożyskowej
W diagnostyce niewydolności maciczno-łożyskowej, w położnictwie korzysta się głównie z dwóch podstawowych metod – USG oraz Doppler USG. Podczas tych badań szacuje się aktywność ruchową płodu, stan łożyska, wielkość płodu oraz ilość płynu owodniowego.

## Leczenie niewydolności maciczno-łożyskowej
Nie ma całkowicie skutecznej metody leczenia niewydolności łożyska. Głównym celem interwencji medycznych, w tym przypadku, jest zmniejszenie skutków podstawowej patologii ciąży.
W tym celu stosuje się następujące grupy leków:
- środki rozszerzające naczynia, które poprawiają mikrokrążenie, eliminują niedotlenienie w tkankach płodu i zapobiegają dalszym niekorzystnym zmianom w łożysku (Curantil),
- leki, które aktywują metabolizm w tkankach (Aktovegin, kwas askorbinowy, witamina E, Troxevasin)
- leki, które obniżają ton macicy (Hynipral, siarczan magnezu, NO-SPA)[2]

## Powikłania niewydolności maciczno-łożyskowej:[4]
Do powikłań niewydolności maciczno-łożyskowej należy:
- przedwczesne oddzielenie łożyska;
- opóźnienie wzrostu i rozwoju płodu;
- przedłużone niedotlenienie płodu, co może prowadzić do zmniejszenia przepływu krwi w mózgu płodu;
- powstanie zespołu policystycznych nerek;
- spowolnienie rozwoju kości;
- śmierć płodu przed narodzeniem lub wkrótce po urodzeniu.